# Lure coursing

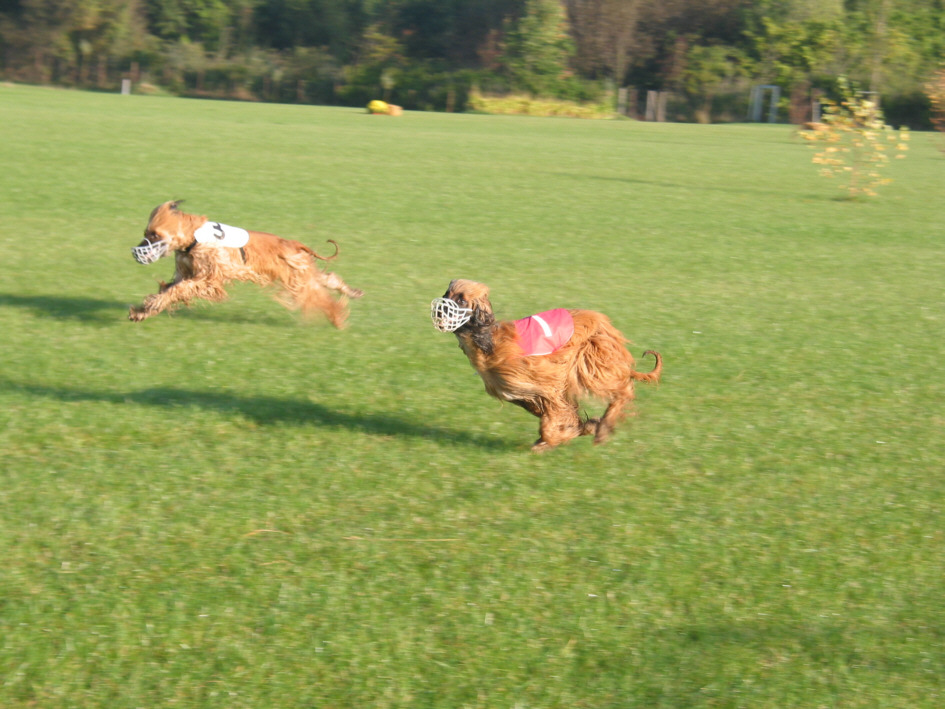
Afghanhundar tävlar i lure coursing.

Lure coursing är en tävlingsform för vinthundar som går ut på att hundarna springer efter ett byte i form av en plastpåse på ett öppet fält. Trasan/plastpåsen rör sig i skarpa svängar och byter på det sättet riktning. Hundarna bedöms efter fem kriterier (entusiasm, fart, följsamhet, rörlighet och uthållighet) och tilldelas 0–20 poäng per kriterium. Två lopp genomförs och snittet blir slutpoängen. För att få springa lopp två måste hunden ha tilldelats minst 50 poäng i lopp ett. Lure coursing är officiell och championat utdelas.
Lure coursing är ett bruksprov för vinthundar, en form av simulerad harjakt vars syfte är att bevara vinthundens rastypiska beteende. Lure coursing vill efterlikna hetsjakten, där hundarna tillsammans jagar ikapp bytet för att nedlägga det. Som namnet antyder, används inte levande byte i lure coursing, utan hundarna jagar en attrapp i form av en trasa eller ett knippe plastremsor.
Lure coursing har funnits i Sverige sedan slutet av 1970-talet. Sedan 1999 har lure coursing varit ett bruksprov under Svenska Vinthundklubben, öppet för samtliga vinthundsraser samt ett antal vinthundslika urhundsraser. Certifikat delas ut till de bäst placerade hundarna vid ett prov och det finns lure coursing-championat.
Lure coursing bedrivs på öppna fält, gärna lite kuperade. Man sätter ut 10-15 trissor i marken, sedan drar man ut en lina mellan dessa trissor, med en attrapp i änden. Linan dras därefter in av en motor och två hundar jagar attrappen i varje lopp. Beroende på hur trissorna är satta gör "haren" kast åt olika håll när linan dras in, precis som en riktig hare skulle göra för att komma undan.
På ett lure coursing-prov är banan vanligtvis 700-1000 meter lång och samtliga hundar springer två lopp under en dag. Domare observerar hur hundarna springer och hur de jagar bytet. Hundarna bedöms utifrån fem kriterier; uthållighet, rörlighet, entusiasm, följsamhet och fart. Dessa poängsätts och den hund som får högst sammanlagd poäng blir bäst placerad.